# Cretomelolonthini
Cretomelolonthini is een tribus uit de familie van bladsprietkevers (Scarabaeidae). 